# アダムとイヴ (ルーベンス、アントウェルペン)
『アダムとイヴ』（蘭: Adam en Eva、英: Adam and Eve）は、フランドルのバロック期の巨匠ピーテル・パウル・ルーベンスが1598-1600年に板上に油彩で制作した絵画である。画家の最初期の作品中、現存するわずかな作品のうちの1点で、およそ20歳であった画家が8年間のイタリア滞在をする前の1600年ごろに描いた。1963年にカレル・ファン・マンデル作として美術市場に現れ、1967年にルーベンスの若い時代の作品として認められたものである。現在、アントウェルペンにあるルーベンスの家 (美術館) に所蔵されている。

## 作品

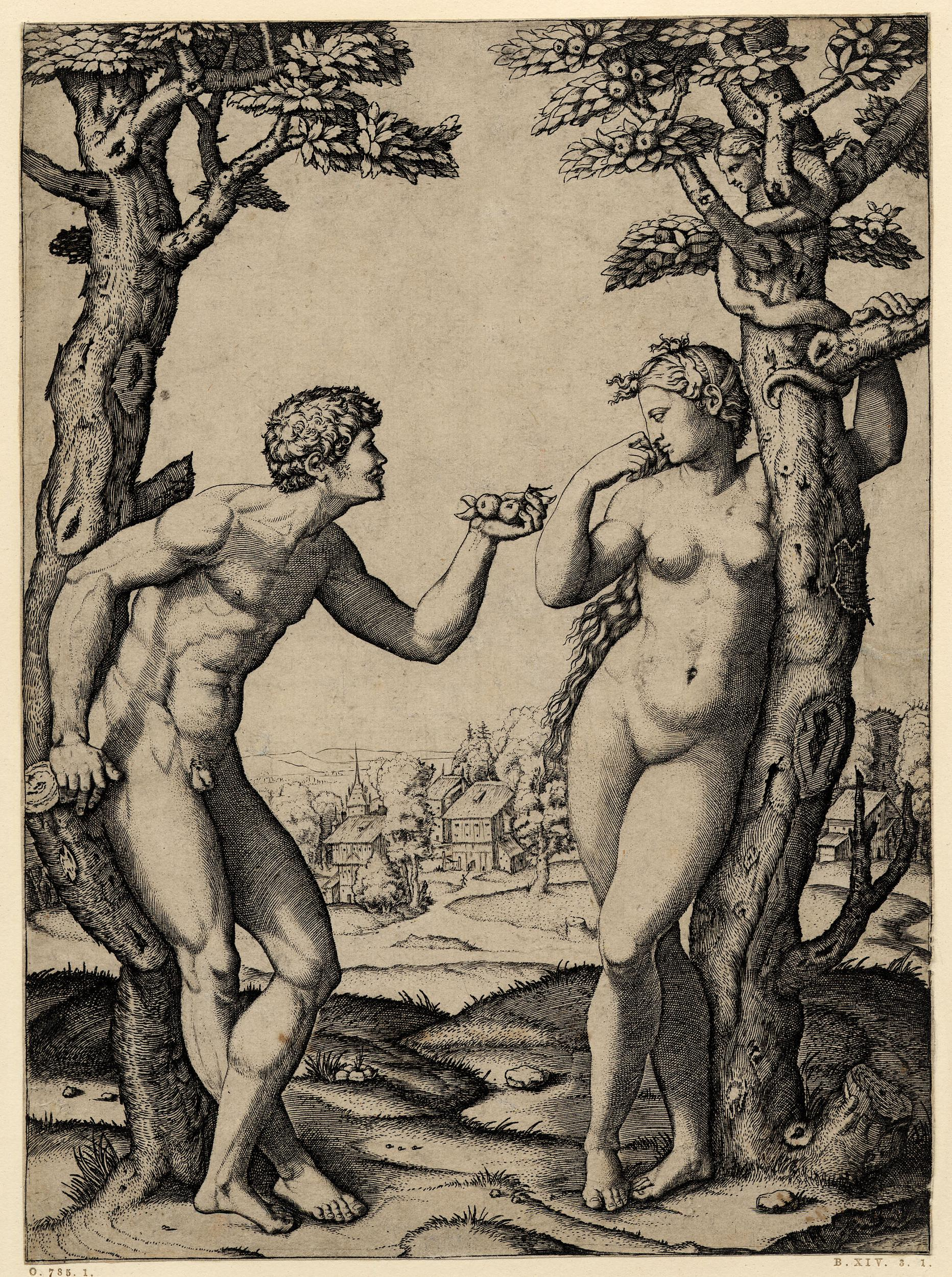
マルカントニオ・ライモンディの銅版画『アダムとイヴ』 (ラファエロにもとづく)

本作は、人物の顔のタイプ、硬いモデリング、冷たい色彩等にルーベンスの師オットー・ファン・フェーンの影響がいまだに顕著である。静的な風景についても同様のことがいえる。一方、構図はラファエロのもとづくマルカントニオ・ライモンディの同主題の銅版画に依拠しており、ルーベンスが16世紀のネーデルラントの古典主義を出発点としていたことは間違いない。
古典主義的な横顔のイヴは木に寄りかかり、左手で枝を掴んでいる。彼女は顔をうつむけて、右手に隠された禁断のリンゴを見ており、すでにリンゴを食べる決心をしたことは明らかである。ヘビが彼女の頭上の木の上を這っている。コウノトリ、サギ、アヒルのいる池の前にはウサギがおり、一見すると地上の楽園にいる存在のようであるが、多淫を象徴している。葦の中にいるサルは卑猥さと虚栄心を表す。アダムの背後の画面左端にいるオウムは、雄弁または廉直を意味すると考えられる。背景の緑の濃い森と寓意を担う動物たちにはアルブレヒト・デューラーの銅版画に想を得たと考えられるが、動物による寓意表現はオットー・ファン・フェーンから継承したものでもある。
しかし、本作はほかの画家たちの模倣にとどまるものではない。ラファエロの構想では、イヴとアダムはどちらも具体的な感情表現を欠き、両者の対峙は劇的状況として表現されていない。一方、ルーベンスのアダムは悪魔の誘惑に屈しかけているイヴにたいして叱責を与えている。禁断の木の実を口元まで運んだイヴも、アダムの雄弁さの前に一瞬ためらうかのようである。このような生き生きとした劇的表現は、物語画家としてのルーベンスの力量を早くも実証するものといえる。